# Музиківська сільська рада
Музиківська сільська рада — орган місцевого самоврядування Музиківської сільської громади в Херсонській області.

## Склад ради
VIII скликання з 2020 року
Рада складається з 22депутатів та голови.
- Голова ради: Лейбзон Савелій Нольович
- Секретар ради: Погрібна Людмила Сергіївна.
- Староста Східненського старостинського округу (Східне, Загорянівка, Шкуринівка) Вова Тетяна Олександрівна

За результатами виборів 25 жовтня 2020 року сільським головою обрано Лейбзона Савелія Нолєвича ( 859 голосів (Музиківка 685/Східне 124/Загорянівка 50) - 67,85%
Округ №1 (село Висунці: вулиці Квіткова, Звязківців, Мостобудівників, Нова,  Набережна,  Новоселів, Садова, Польова, Райдужна,  Українська, Північна, Південна, провулок Лісовий; село Музиківка: вулиці Кільцева, Магазинна,
Херсонська, 1 Пролетарська,  2 Пролетарська,  Польова,  Кар'єрна, провулок Польовий)
1.                     Міщенко Наталія Іванівна 
2.                     Пилипчак Валентина Андріївна 
3.                     Шулєжко Світлана Володимирівна 
Округ  №2 (село Музиківка: вулиці Степова, Тваринників, Теплична, Лісна, 1 Львівська,  2 Львівська, провулок Тепличний, провулок Тваринників)
4.                     Крута Людмила Анатоліївна 
5.                     Маркова Вікторія Василівна 
6.                     Погрібна Людмила Сергіївна 
Округ №3 (село Музиківка: вулиці 8 Березня, Набережна,  Лікарняна, Миру, Молодіжна, село Мірошниківка: вулиці Зелена, вул. Берегова,  Берінгівська, Гетьмана Мазепи,  Магаданська, Механічна, Мірошниківська,  Набережна, Шахтна,  Соняшна)
7.                     Кулик Інна Вікторівна 
8.                     Петрова Наталя Миколаївна 
9.                     Шнирук Ірина Василівна 
Округ №4 (села Музиківка: вулиці Стадіонна, 40 років Перемоги, Смішка, Ангарна, провулок Ангарний)
10.                 Карп Віктор Федорович 
11.                 Лукічов Станіслав Миколайович 
12.                 Пилипчук Геннадій Михайлович 

Округ №5 (село Музиківка: вулиці В. Карла, Піонерська, Київська, 1 Травня)
13.                 Возбранна Тетяна Віталіївна 
14.                 Компаніченко Наталя Михайлівна 
15.                 Славич Василь Васильович 
Округ №6 (село Східне: вулиці Будівельників, Ювілейна,  Шкільна, Чорновола,  Поштова, Миру, ім. Т.Г. Шевченка,  Барачна)
16.                 Шкурупій Тетяна Анатоліївна
17.                 Трофимчук Галина Олександрівна 
Округ №7 (село Східне: вулиці Південна,  Українська, Молодіжна, Східна, хутір Градово)
18.                 Воробйова Альона Вікторівна 
19.                 Свинарчук Віктор Іванович 
20.                 Осадчук Ірина Віталіївна 
Округ №8 (село Загорянівка: вулиці Вишнева, Виноградна, . Джерельна,  Богдана Хмельницького, Івана Мазепи,  Степова вул. Південна,  П.Чубинського, Набережна,  Херсонська, Центральна, провулки: Садовий, Дачний,  Василя Стуса)
21.                 Ісаєва Ганна Володимирівна 
22.                 Бунчук Ольга Володимирівна 
VII скликання з 2016 року по 2020 рік 
Рада складається з 14 депутатів та голови.
- Голова ради: Лейбзон Савелій Нольович
- Секретар ради: Погрібна Людмила Сергіївна.

За результатами виборів 11 грудня 2016 року сільським головою обрано Лейбзона Савелія Нолєвича.
Староста с. Східне Вова Тетяна Олександрівна.

### Депутати
| № п/п | Виборчий округ | Депутати округів              | Вулиці, які входять до округу |
| 1     | Округ №1       | Пилипчак Валентина Андріївна  | с. Висунці, с. Музиківка: вулиці Кар’єрна, Польова, Лікарняна, провулок Польовий. |
| 2     | Округ №2       | Сомік Михайло Іванович        | с. Музиківка: вулиці Херсонська, Пролетарська, II Пролетарська, Магазинна. |
| 3     | Округ №3       | Плотнік Микола Петрович       | с. Музиківка: вулиці 8 Березня (1,1А,2,3,4,5,6,7,8,9,11,12А,12,13,14,15,16,17,18,19,20,21,22,23,24, 26,28,30,32,34,36,38, 40,42), Стадіонна, 40 років Перемоги (1,1А,2,3,4,5,6,7,8,9,10, 11,13,15,21,23,25,26,29,31).                 |
| 4     | Округ №4       | Колісніченко Віктор Іванович  | с. Музиківка: вулиці В.Карла, Ангарна, Степова (1,2,3,7,9А,9,10,11,12,13,15А, 15,16), Нова, провулок Ангарний 2,3,4,5,6,7,8,9,10, 11,13,15,21,23,25,26,29,31).                                                                        |
| 5     | Округ №5       | Возбранна Тетяна Віталіївна   | с. Музиківка: вулиці Київська, Піонерська |
| 6     | Округ №6       | Погрібна Людмила Сергіївна    | с. Музиківка: вулиці Степова (18,18А,19,20,22,24,25,26,27, 28, 29,30, 32,33, 34,35,36,38,39,40,41,42,43,44,45,46,47,48,49, 51,53,55,57,59, 61,63), Тваринників, Лісна,провулок Тваринників.                                           |
| 7     | Округ №7       | Мельнеченко Альона Вікторівна | с. Музиківка: вулиці І Львівська, ІІ Львівська, 1 Травня (2,3,4,5,6,7,8,9,10,10А, 11, 12,13,14,15,16, 17, 18,20,22,23, 24, 26,27,30,32,34,36,38,40,42, 44, 49,50,52).                                                                 |
| 8     | Округ №8       | Лукічов Станіслав Миколайович | с. Музиківка: вулиці 40 років Перемоги (16,22,22А,24, 35, 37,39, 40, 42,44, 45,46, 47,48,49,50,51,52,53,54,54А,55,56,57, 58,59, 60,61,62,63,64,65,66,67,69,70,72,73,74,75,77,79,80), Смішка.                                          |
| 9     | Округ №9       | Шнирук Ірина Василівна        | с. Музиківка: вулиці 8 Березня (25,27,29,31А,31,33,35,39,41, 44,45,46,47,48, 49,50,51,52,53,54,55,56,57,58,59,60,61,62, 64, 66,68,70,72,74,76,78,80,82), Миру, 1 Травня (29,29А,31,33, 35, 37, 39, 43,45,56,58,62,64,66,68,72,74,76). |
| 10    | Округ №10      | Врублевський Юрій Миколайович | с. Мірошниківка, с. Музиківка: вулиці Молодіжна, Теплична, провулок Тепличний, вул. Набережна. |
| 11    | Округ №11      | Позняк Світлана Вікторівна    | с. Східне: вулиці Ювілейна, Барачна, Шкільна, Чорновола, Поштова, Миру, Будівельників. |
| 12    | Округ №12      | Воробйова Альона Вікторівна   | с. Східне: вулиці Східна, Молодіжна, ім. Т.Г. Шевченка, вул. Південна (1,2,3,4,5,6,7,8,9,10). |
| 13    | Округ №13      | Чихун Тетяна Іванівна         | с. Східне: вулиці Південна (11,12,13,14,15,16,17,18,19,20, 21, 22,23,24,25,26,27,28,29,30,31,32,33,34,35,36,37,38,39,41,42, 43,44,45,46,47,48,49,50,51), Українська.                                                                  |
| 14    | Округ №14      | Базовка Михайло Павлович      | с. Загорянівка, хутір Градово. Південна (1,2,3,4,5,6,7,8,9,10) |

### ГАЛЕРЕЯ
- ФОТОГАЛЕРЕЯ
- ВІДЕО

### КОРИСНІ ПОСИЛАННЯ
Сайт Музиківської об'єднаної територіальної громади: https://muzykivskaotg.gov.ua/ [Архівовано 16 січня 2019 у Wayback Machine.]

## Населення
Згідно з переписом УРСР 1989 року чисельність наявного населення сільської ради становила 2464 особи, з яких 1215 чоловіків та 1249 жінок.
За переписом населення України 2001 року в сільській раді мешкали 2672 особи.

### Мова
Розподіл населення за рідною мовою за даними перепису 2001 року:
| Мова       | Відсоток |
| ---------- | -------- |
| українська | 89,90 %  |
| російська  | 7,45 %   |
| вірменська | 0,97 %   |
| білоруська | 0,45 %   |
| молдовська | 0,22 %   |
| болгарська | 0,07 %   |
| польська   | 0,07 %   |
| інші       | 0,87 %   |